# Bull (rinoceronte blanco)
Bull, conocido como el rinoceronte blanco sureño del ROM, es uno de los tesoros del Museo Real de Ontario. Se trata de un rinoceronte blanco disecado que, habiendo nacido en Sudáfrica, estuvo en los zoológicos de las ciudades de San Diego y Toronto como parte de uno de los proyectos de conservación de su especie hasta su muerte en 2009. Se encuentra en exhibición como pieza central de la galería Schad de biodiversidad de este museo de Toronto.
Se consideraba que los rinocerontes blancos sureños se habían extinguido hacia fines del siglo XIX hasta que una pequeña manada fue descubierta. Desde entonces, rinocerontes como Bull han sido parte de varios programas internacionales de reproducción y, como resultado, su población está cercana a los 20.000 ejemplares, lo que coloca a esta subespecie (hoy en día en la subcategoría de casi amenazada (NT como se la conoce en la clasificación de la UICN) en la única de entre los rinocerontes que no está considerada en peligro de extinción (EN).

## Origen
Bull nació en Sudáfrica en estado salvaje por lo que su edad, al momento de su muerte, solo pudo ser estimada. Sin embargo, después de someterlo a una serie de exámenes, los especialistas fueron capaces de estimar la edad en torno a 9 o 10 años al momento de su captura, por lo que su año de nacimiento fue registrado como 1963.
Aunque los rinocerontes blancos están protegidos en Sudáfrica, Bull y muchos otros fueron puestos en cautiverio en un programa de reproducción con el objeto de asegurar la supervivencia de la especie en caso de que un desastre inesperado cayera sobre su población principal.
Al momento de ser capturado, fue nombrado “Mtondo”, término en zulú relacionado con los órganos genitales masculinos.

## Cautiverio

### Parque de animales salvajes de San Diego
Poco después de su captura, Mtondo fue trasladado a diferentes lugares de América del Norte donde fue estudiado como parte de los esfuerzos de conservación. Su primer hogar fue el San Diego Zoo's Wild Animal Park donde permaneció hasta 1974, cuando fue transferido al Zoológico de Toronto en Ontario, Canadá.

### Zoológico de Toronto
Con posterioridad al período transcurrido en San Diego, Bull - que así fue llamado una vez llegado a su nuevo lugar de residencia - pasó el resto de su vida en el zoológico de Toronto bajo la supervisión de un cuidador de nombre Ron Gilmore.
A lo largo de su vida, se observó que Bull era gentil hacia los seres humanos y que se acercaba al frente de su recinto para permitirles a los visitantes del zoológico que lo acariciaran. Se volvió particularmente cercano a su cuidador, Ron, a cuya voz respondía. En dos ocasiones diferentes, fueron encontradas fallas en su cercado pero, en lugar de escapar, el rinoceronte pudo ser tranquilamente llamado por su cuidador. Sin embargo, junto a otros rinocerontes, Bull era agresivo con asiduidad. Se observó que golpeaba con sus cuernos a otros machos, al igual que a las hembras si era provocado.

#### Rutina diaria
Bull era alimentado tres veces al día, comiendo entre 2,5 y 4,5 kg de heno como desayuno y almuerzo y casi 15 kg de heno como cena junto con entre 7 y 9 kg de granos triturados, vegetales y vitaminas. Además, Bull ocasionalmente disfrutaba obsequios como manzanas, peras y avena dulce con salvado y melaza.
La vida en el frío clima canadiense significó que las actividades diarias de Bull variaran con las estaciones. Durante los tibios meses de verano, Bull era bañado después del desayuno, algo que disfrutaba enormemente; luego se dirigía al área de exhibición de su recinto solo o acompañado por cierto número de rinocerontes hembras. Con la llegada del tiempo más frío, si Bull iba a estar al aire libre, no era bañado, dado que esto hubiera disminuido significativamente su temperatura corporal. Una vez que las temperaturas comenzaban a bajar del punto de congelamiento, era mantenido bajo techo. Aunque se le daban pelotas de plástico para jugar, habitualmente dormía durante el invierno.

#### Descendencia
Durante su estadía en el zoológico de Toronto, Bull engendró tres hijos. El primero, en 1979, fue una hembra, Shaboola, que permaneció en el mismo zoológico pero en recinto separado para evitar su entrecruzamiento. El segundo hijo fue Abeeku, en 1985, un macho que fue enviado a Alemania. El último de su progenie fue otro macho, Atu, nacido en 1990, que fue vendido a un parque de diversiones en Hemmingford, Quebec.

## Muerte
Aunque Bull nunca sufrió ninguna enfermedad importante en su vida, padeció, a partir de 2008, una artritis severa. En ese momento, comenzó a tener dificultades en sostener su propio peso con sus patas y, después de una larga vida de 45 años, fue sacrificado en febrero del año siguiente.

### Museo Real de Ontario
Después de la muerte de Bull, el zoológico de Toronto se puso en contacto con el ROM para consultar si el museo estaba interesado en poner al rinoceronte en su exhibición. En ese momento, la galería Schad de Biodiversidad estaba necesitando una pieza central para la colección Vida en crisis (Life in Crisis). Luego de que la administración del museo evaluara opciones de transporte para determinar si era físicamente posible el traslado del rinoceronte a la galería del segundo piso, y obtuviera fondos del Louise Hawley Stone Charitable Trust, Bull fue aceptado en la colección.

#### Taxidermia
Una vez en posesión de Bull, el ROM convocó a Len Murphy de la empresa Pine Ridge Taxidermy en Baltimore, Maryland, para disecarlo. Bull fue entonces enviado en un camión semirremolque a las instalaciones. Bajo el cuidado de Len, la piel externa de Bull fue retirada y colocada en un molde. Siendo que Len había estudiado a Bull durante su vida en el zoológico de Toronto, fue capaz de recrear los exactos rasgos y arrugas del animal.
El proceso completo de taxidermia tomó más de un año en finalizarse e involucró varias etapas. Comenzó con la remoción de la piel, la cual fue entonces curada con sal y secada. Luego fue afeitada con una cuchilla a dos manos, vuelta a salar y colgada para su secado. A esta altura, la piel pesaba poco menos de 320 kg. y fue puesta en remojo en un tambor de 200 l. de ácido fórmico antes de ser afeitada una vez más para alcanzar un grosor de solo 2 mm. Entonces fue colocada en ácido fórmico una vez más y luego lubricada. El peso final de la piel fue de menos de 25 kg.
Numerosas capas de materiales artificiales fueron luego usados para rellenar la piel. Primero, fue armado un núcleo de poliestireno extruido revestido en papel maché para aumentar su tamaño. Luego, se usó arcilla modelada para darle forma a los músculos de Bull que, más tarde, fueron cocidos y engrampados en su lugar antes de ser pintados. Los cuernos de Bull, que habían crecido a un tamaño considerable dada la edad del rinoceronte, se encontraban muy dañados como para ser usados por lo que se hicieron reproducciones de fibra de vidrio.

#### Exhibición
El rinoceronte completo fue oficialmente puesto en exhibición en el ROM a mediados de mayo de 2009 con una gala especial en su honor. Bull se convirtió en uno de los primeros tesoros (Iconic Objects en inglés) del museo en el que, actualmente, se encuentra en la galería Schad de Biodiversidad.
Los huesos, que fueron separados de la piel durante el proceso de taxidermia y puestos bajo el cuidado del ROM, forman parte, hoy en día, de la colección de esqueletos del museo.